# Corgatha emarginata
Corgatha emarginata är en fjärilsart som beskrevs av George Francis Hampson 1914. Corgatha emarginata ingår i släktet Corgatha och familjen nattflyn. Inga underarter finns listade i Catalogue of Life.